# 绿波廊酒楼

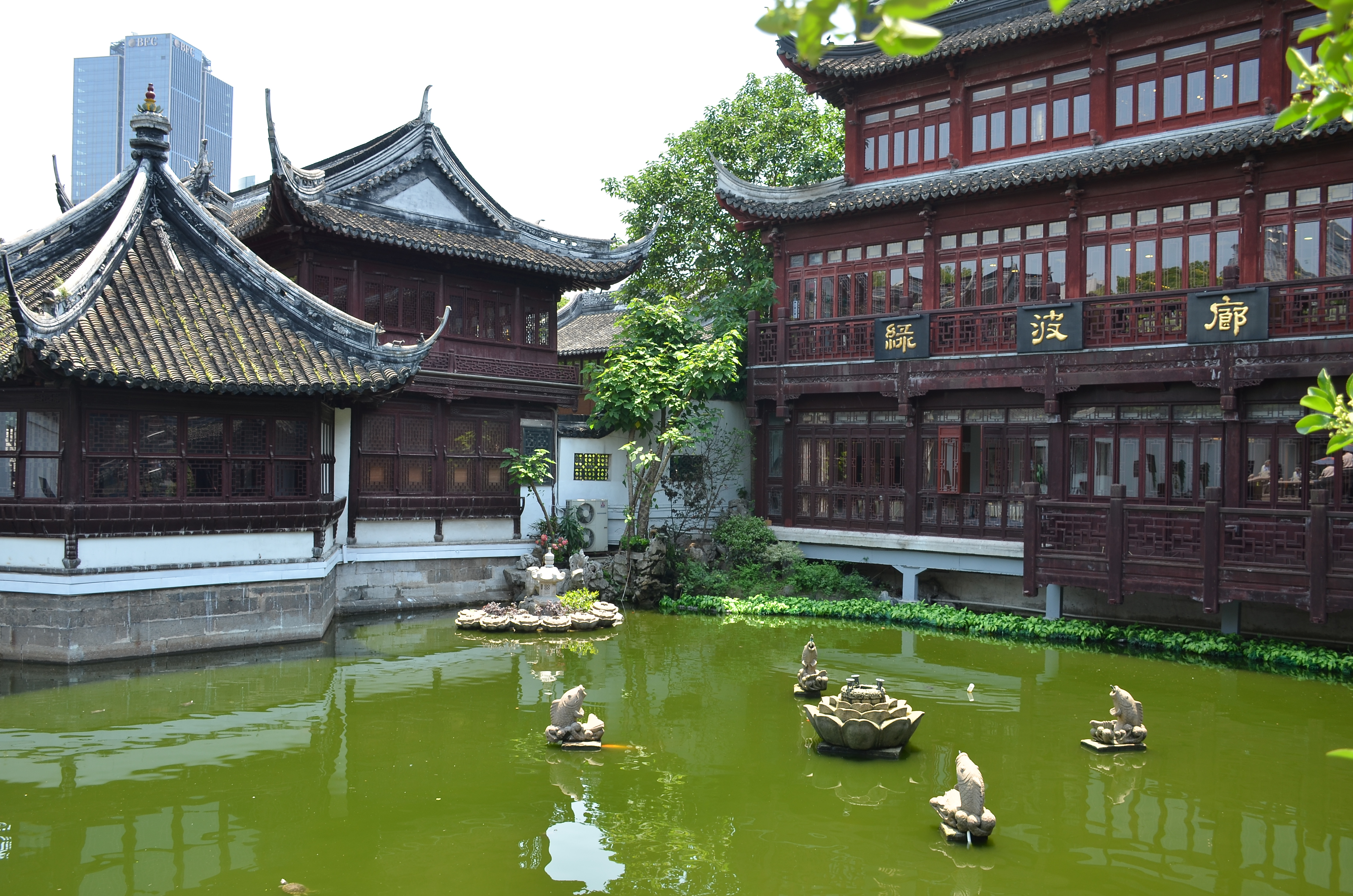
绿波廊酒楼

绿波廊酒楼是中華人民共和國上海市的一家餐館，位於豫園和上海城隍廟附近，該餐館的招牌為上海菜、上海點心、魚翅、蟹宴等，现为豫园股份子公司上海老城隍庙餐饮（集团）有限公司旗下的企业。
綠波廊酒樓所在地原先為名為六步廊（一说“乐圃阆”）的茶館。1958年左右，六步廊因生意不景氣而關閉，建築用作貨品堆棧。1973年，在华流亡的柬埔寨国家元首诺罗敦·西哈努克到上海参观游览，南市区饮食公司调集包括苏帮点心泰斗陆苟度在内的名厨，在豫园绮藻堂用十四道点心招待西哈努克。
1979年，廖承志到豫园参观时品尝了招待过西哈努克的14道点心，并建议“开一家餐厅，将城隍庙的美点集中起来，搞出特色，并以此作为人才培训基地”，六步廊原有的貨品堆棧被拆除，並在原址修建新的建築，開設餐館，起名為綠波廊，南市区饮食公司其后将春风松月楼的苏帮点心师陆苟度和周金华、德兴馆的著名厨师李伯荣、大富贵的特级厨师缪杰臣召集至新建的绿波廊，1982年首创了一道菜一道点心交替的上菜方式（俗称“雨夹雪”）。
1991年，綠波廊擴建後更名為綠波廊酒樓。1998年，美國總統比尔·克林顿來上海訪問時曾造訪綠波廊。柬埔寨國王西哈努克也曾到訪此處。